# Jean-François Henot
Jean-François Henot, né le 10 décembre 1799 à Malines et mort le 13 janvier 1865 à Malines, est un magistrat et homme politique belge.

## Biographie
Jean-François Henot est le fils de Paul Henot, avocat et administrateur du canton de Malines, et de Claire de Laddersous.

## Mandats
- Conseiller communal de Malines : 1838-1861
- Membre de la Chambre des représentants de Belgique : 1841-1848

## Sources
- Jean-Luc De Paepe, Christiane Raindorf-Gérard, Le Parlement belge 1831-1894. Données biographiques, 1996. p. 343.

- Ressource relative à plusieurs domaines :   - ODIS